# Cylisticus esterelanus
Cylisticus esterelanus är en kräftdjursart som beskrevs av Karl Wilhelm Verhoeff 1917. Cylisticus esterelanus ingår i släktet Cylisticus och familjen Cylisticidae.

## Underarter
Arten delas in i följande underarter:
- C. e. griseus
- C. e. esterelanus